# Ochraethes obliquus
Ochraethes obliquus es una especie de escarabajo longicornio del género Ochraethes, tribu Clytini, subfamilia Cerambycinae. Fue descrita científicamente por Chevrolat en 1860.

## Descripción
Mide 12-14,8 milímetros de longitud.

## Distribución
Se distribuye por Guatemala, Honduras y México.